# 贾斯廷·提文
贾斯廷·提文（荷蘭語：Justin Teeuwen，1995年12月26日—），荷蘭男子羽毛球運動員。

## 簡歷
2014年5月，贾斯廷·提文出戰希臘羽毛球國際賽，與马克·卡尔尤合作打進男子雙打比賽準決賽。

## 主要比賽成績
只列出曾進入準決賽的國際賽事成績：
| 年份   | 賽事                 | 公開賽級別 | 項目     | 拍檔          | 成績   |
| ------ | -------------------- | ---------- | -------- | ------------- | ------ |
| 2013年 | 歐洲青年羽毛球錦標賽 | 其他       | 混合團體 | －            | 季軍   |
| 2014年 | 希臘羽毛球國際賽     | 國際系列賽 | 男子雙打 | 马克·卡尔尤   | 準決賽 |
| 2014年 | 斯洛伐克羽毛球公開賽 | 未來系列賽 | 男子單打 | －            | 亞軍   |
| 2014年 | 斯洛伐克羽毛球公開賽 | 未來系列賽 | 混合雙打 | 谢丽尔·塞尔宁 | 準決賽 |

| 2007-2017年 | 首要超級賽 | 超級賽 | 黃金大獎賽 | 大獎賽 | 國際挑戰賽 | 國際系列賽 | 未來系列賽 | 其他 |

| 2018-2026年 | 總決賽 | 超級1000賽 | 超級750賽 | 超級500賽 | 超級300賽 | 超級100賽 | 國際挑戰賽 | 國際系列賽 | 未來系列賽 | 其他 |